# Анісімов Ігор Олексійович
Ігор Олексійович Анісімов (30 червня 1958, Київ) — український фізик, фахівець в галузі фізики плазми та радіофізики, доктор фізико-математичних наук, професор, академік АН ВШ України з 2011 року, відділення фізики та астрономії.

## Життєпис
Народився 30 червня 1958 року в Києві. 
Закінчив радіофізичний факультет Київського державного університету ім. Т. Г. Шевченка в 1980 р. (диплом з відзнакою). 
У 1982—1986 рр. навчався в заочній аспірантурі, у 1998—2000 рр. — в докторантурі того самого факультету. 
Кандидатську дисертацію «Випромінювання електромагнітних хвиль при взаємодії модульованих електронних пучків з неоднорідною плазмою» (науковий керівник — проф. С. М. Левитський) захистив у 1987 р., докторську дисертацію «Лінійна трансформація пучкових та електромагнітних хвиль у неоднорідних плазмово-пучкових системах» (науковий консультант — проф. С. М. Левитський) — у 2000 р. 
З 1980 р. працює в Київському державному університеті ім. Т. Г. Шевченка (зараз — Київський національний університет імені Тараса Шевченка) на радіофізичному факультеті (зараз — факультет радіофізики, електроніки та комп'ютерних систем) на посадах асистента (1980—1988), доцента (1989—2001), професора (2001—2002 та 2020), завідувача кафедри (2002—2007, 2012—2015 та з 2020), декана (2007—2019) на кафедрах радіоелектроніки (напівпровідникової електроніки) — 1980—2001, фізичної електроніки — 2002—2020, радіотехніки та радіоелектронних систем — з 2020 р. 
Звання доцента отримав у 1990 р., звання професора — в 2003 р. 
У 1995—2005 рр. викладав за сумісництвом у Національному університеті «Києво-Могилянська академія».

## Наукова діяльність
Основні наукові результати: 
- розраховано випромінювання модульованих електронних пучків в неоднорідній плазмі в умовах лабораторних та іоносферних експериментів;
- запропоновано та досліджено просвітлення бар'єрів щільної плазми для електромагнітних хвиль за допомогою електронних пучків;
- досліджено нелінійні ефекти при збудженні модульованим електронним пучком області локального плазмового резонансу неоднорідної плазми;
- досліджено збудження кільватерних хвиль у плазмі нерелятивістськими та релятивістськими електронними згустками;
- досліджено режими роботи генератора шуму Кияшка — Піковського — Рабиновича та можливі біфуркації в ньому.

Ці результати отримано разом з С. М. Левитським, О. І. Кельником, аспірантами та студентами. 
Має також публікації з історії архітектури Києва. 
Був науковим керівником 3 науково-дослідних робіт на замовлення МОН України (2011—2021). 
Автор понад 150 наукових статей, з них 70 — у базі Scopus, індекс Гірша — 4.

## Педагогічна діяльність
Підготував 1 доктора та 6 кандидатів наук.

### Основні прочитані курси
- «Коливання та хвилі»,
- «Сучасна радіоелектроніка»,
- «Статистична радіофізика»,
- «Нелінійні хвилі. Структури. Хаос»,
- «Фізична електроніка ч. 2»,
- «Фізика плазми»,
- «Синергетика»,
- «Плазмова електроніка».

### Підручники
- «Коливання та хвилі» (вид. 1 — Академпрес, К., 2003; вид. 2 — ВПЦ «Київський університет», К., 2009),
- «Синергетика» (ВПЦ «Київський університет», К., 2014),
- «Фізика плазми» (2018)[1].

## Громадська діяльність
Президент Українського фізичного товариства, голова правління Всеукраїнського об'єднання медичних фізиків та інженерів. Член бюро наукової ради «Фізика плазми і плазмова електроніка» НАН України. Голова спецради на факультеті радіофізики, електроніки та комп'ютерних систем Київського національного університету імені Тараса Шевченка, член спецради в Інституті фізики НАН України. Член редколегії журналів «Питання атомної науки і техніки. Фізика плазми», «Известия вузов. Радиоэлектроника». Член програмних комітетів ряду наукових конференцій з фізики плазми, прикладної фізики та електроніки, радіофізики.
Голова журі Всеукраїнської та Київської міської учнівських олімпіад з фізики, заступник голови журі учнівських та студентських турнірів з фізики, був науковим керівником команди України на міжнародних олімпіадах школярів з фізики. З 2017 р. — член Наукового комітету Національної ради України з питань розвитку науки і технологій, у 2015—2019 рр. був членом колегії МОН України.

## Відзнаки
- Соросівський доцент (1995),
- відмінник освіти України (2002),
- Грамота Верховної Ради України (2008),
- заслужений діяч науки і техніки України (2009),
- премія ім. Н. Д. Моргуліса НАН України (2011, разом з Василем Ільченком та Олексієм Федорусом),
- орден «За заслуги» ІІІ ступеня (2018).

## Основні праці
- Экспериментальное обнаружение просветления плазменного волнового барьера с помощью электронного пучка // ЖТФ. 1991. Т. 61, вып. 3 (у співавторстві);
- О возможности наблюдения переходного излучения в активных, плазменно-пучковых экспериментах в верхней атмосфере и космосе // ФП. 1994. Т. 20, № 9 (у співавторстві);
- Перехідне випромінювання зарядженого згустку як засіб діагностики плазмових утворень // УФЖ. 1997. Т. 42, № 8 (у співавторстві);
- Коливання і хвилі: Навч. посіб. К., 1997; Electric Fields Excitation in Non-Uniform Plasma by a Modulated Electron Beam // Physica Scripta. 2000. Vol. 62, № 5 (у співавторстві).